# Disclisioprocta stellata
Disclisioprocta stellata är en fjärilsart som beskrevs av Achille Guenée 1858. Disclisioprocta stellata ingår i släktet Disclisioprocta och familjen mätare. Inga underarter finns listade i Catalogue of Life.